# TOWA (ゆずの曲)
「TOWA」（トワ）は、ゆずの配信限定シングル。2015年10月20日にセーニャ・アンド・カンパニーから配信された。

## 概要
元々、2015年秋に発売される予定だった13thアルバム『TOWA』のタイトル曲。北川悠仁が同年8月15日、16日の弾き語りライブ「二人参客」を経て「これから世の中に出ていく新曲たちを、まずライブでファンの皆さんに聴いてほしい」と感じ、アリーナツアー「TOWA –episode zero-」終了後にアルバムが発売されることになったため、タイトル曲である今作が同ツアー初日となる静岡・エコパアリーナ公演当日にリリースされることになった。
CDシングルとして発売する構想もあったが、結局、配信でのリリースとなった。

## 収録曲
1. TOWA　
  - 作詞・作曲：北川悠仁 / Produced by ゆず & CHRYSANTHEMUM BRIDGE / 編曲：CHRYSANTHEMUM BRIDGE & 北川悠仁

Google Play Music CMソング。